# Villaggio della Madre e del Fanciullo
Il Villaggio della Madre e del Fanciullo è un’Istituzione milanese che offre ospitalità a gestanti e madri con i loro bambini in tre piccole case denominate Cedro, Lagerstroemia e Magnolia. È una organizzazione non lucrativa di utilità sociale (ONLUS) composta da 58 soci, associazione laica, apolitica ed aperta a persone di qualsiasi provenienza.
Il Villaggio della Madre e del Fanciullo è costituita per il perseguimento senza scopo di lucro di finalità civiche, solidaristiche e di utilità sociale mediante lo svolgimento, in via esclusiva o principale di attività di interesse generale nei seguenti settori di cui al D.Lgs 117/2017:
a) interventi e servizi sociali ai sensi dell’articolo 1, commi 1 e 2, della legge 8 novembre 2000, n. 328, e successive modificazioni, e interventi, servizi e prestazioni di cui alla legge 5 febbraio 1992, n. 104, e alla legge 22 giugno 2016, n. 112, e successive modificazioni;
1. prestazioni socio-sanitarie di cui al decreto del Presidente del Consiglio dei ministri 14 febbraio 2001, pubblicato nella Gazzetta Ufficiale n. 129 del 6 giugno 2001, e successive modificazioni;
2. educazione, istruzione e formazione professionale, ai sensi della legge 28 marzo 2003, n. 53, e successive modificazioni, nonché le attività culturali di interesse sociale con finalità educativa;

h) ricerca scientifica di particolare interesse sociale nell’ambito materno infantile, con particolare attenzione al periodo prenatale e perinatale.
1. promozione e tutela dei diritti umani, civili, sociali e politici.

L’Ente non svolgerà attività diverse da quelle istituzionali ad eccezione di quelle ad esse direttamente connesse.
Scopo del Villaggio è di integrare l’assistenza alla maternità e all’infanzia offrendo alle gestanti, alle madri e ai loro figli l’ospitalità e l’inserimento nella vita del Villaggio al fine di preparare loro e la loro creatura alla futura esistenza come soggetti e come componenti della famiglia e della società.
L’assistenza è individualizzata ed affidata a personale qualificato e motivato. Ad ogni ospite viene possibilmente assegnata una cameretta per sé e per il bimbo, in un contesto che si avvicina quanto più possibile ad una convivenza familiare; a tal fine le ospiti partecipano ai servizi e alle esigenze della casa che le ospita.
Vengono espletate tutte le iniziative per la ricerca e il mantenimento dei rapporti con la famiglia delle ospiti e con il padre del bambino. Terminato il periodo della maternità viene favorita la ricerca di un posto di lavoro, pur rimanendo l’ospite a vivere al Villaggio.
Le prestazioni del Villaggio dovranno comunque sempre essere rese a persone che si troveranno in condizioni fisiche, psichiche, economiche, sociali o familiari svantaggiate.
Il Villaggio non ha scopi di lucro e opera esclusivamente per fini di solidarietà sociale.
Presidente dell'Associazione Onlus è attualmente il Dott. Giuseppe Matteo Talamazzini .

## La storia
Il Villaggio della Madre e del Fanciullo nasce nel 1945 grazie ad Elda Mazzocchi Scarzella. Rientrata a Milano, sua città natale, dalla Sardegna dove si era già dedicata alle giovani donne ed ai loro bambini, Elda Mazzocchi Scarzella comincia ad inseguire un sogno: quello di creare una struttura in grado di offrire ospitalità a gestanti, madri e bambini in condizioni di svantaggio.
Il sogno diventa realtà. Elda Mazzocchi Scarzella così, anche grazie alla collaborazione instaurata con l'imprenditore e missionario laico Marcello Candia, da dodici prefabbricati sistemati nel giardino di Palazzo Sormani fa nascere nel 1945 l'istituzione assistenziale “Villaggio della Madre e del Fanciullo” da lei fondata.
L'inaugurazione del “Villaggio” avvenne il 12 ottobre 1945 con il matrimonio, celebrato nella Cappella stessa del Palazzo (sede per cinque anni dell'istituzione, sino 12 settembre 1950), di una delle reduci sposatasi con un giovane marinaio da cui aveva avuto un bambino che venne battezzato lo stesso giorno.
Il “Villaggio” viene dapprima ospitato nelle baracche di Palazzo Sormani, poi fu trasferito nell'attuale sede (inaugurata il 12 ottobre 1957, su un'area di 4.000  m² nel quartiere milanese QT8 (Quartiere Sperimentale dell'Ottava Triennale vicino alla vecchia Fiera di Milano) in via Goya, progettata dall'arch.Fabio Mello e dall'architetto Alberto Scarzella, secondogenito della fondatrice (la prima fu Donnino).
Da quel lontano 1945, quando le prime ospiti furono delle giovani madri reduci dai campi di concentramento, il “Villaggio” è cresciuto adattandosi ai nuovi tempi.
Nel 1952 il “Villaggio” si è costituito come ente morale laico con lo scopo di offrire alle madri in difficoltà ed ai loro figli, l'ospitalità e l'inserimento nella vita del “Villaggio”, in un contesto di convivenza familiare.
Dalla sua fondazione (1945), la struttura ha dovuto attraversare diverse vicissitudini finanziarie, riuscendo sempre a rialzarsi, grazie a molti generosi benefattori (nel 1985 un intervento in extremis della cantante Fiordaliso, che mobilita l'attenzione dei media con una conferenza stampa in cui rende pubblica la sua storia di madre nubile e la sua esperienza di ospite al “Villaggio”, e incide apposta un disco, devolvendo poi tutto il ricavato, ne garantisce la sopravvivenza) raggiungendo e superando così anche il secondo millennio.
Nel corso del tempo il “Villaggio” è cresciuto molto adattandosi ai nuovi tempi e migliaia furono le donne ed i bambini che negli anni hanno trovato accoglienza, cure e sostegno, nell'istituzione creata e personalmente diretta da Elda Mazzocchi Scarzella finché ha avuto la forza di farlo. Il “Villaggio” fu un centro di elaborazione culturale, pedagogica e psicologica che seppe fare “scandalo” negli anni ‘50 nel combattere il ghetto degli istituti, per dare dignità ed autonomia a giovani donne disperate, rifiutate dalla società, con i loro bambini che in quegli anni erano considerati figli Illegittimi, fu centro propulsore in tutto il mondo di una nuova cultura dei diritti dell'infanzia, al punto che il suo modello è tuttora studiato sia in Europa che negli Stati Uniti d'America.

## La struttura
Una realtà così variegata e complessa come il “Villaggio” necessità di una struttura organizzativa articolata e motivata: oltre ai dipendenti di cui dispone, il “Villaggio” può contare sull'entusiastica e disinteressata collaborazione di tutti i membri del Consiglio di amministrazione, presieduto dal Dott. Giuseppe Matteo Talamazzini e 9 consiglieri, di un congruo numero di volontari e dei collaboratori specialistici..
Rispetto ad altre istituzioni assistenziali del tempo, nel “Villaggio” non vi erano condizioni prestabilite per l'accettazione e vi erano accolte madri bisognose di assistenza, senza distinzione tra madri legittime (come donne profughe, sfrattate, con marito in carcere o disoccupato, vedove, abbandonate, convalescenti, dimesse dalla clinica dopo il parto) e le cosiddette di allora madri illegittime (giovani cacciate dalla famiglia, abbandonate, in attesa di regolarizzare la situazione con il marito).

Grazie alla sua buona organizzazione, il “Villaggio” poté accogliere eccezionalmente anche bimbi senza madre e qualche caso di non maternità, come quello di tre ragazze profughe forestiere. Il ricovero non aveva una scadenza prestabilita, per favorire nelle madri fiducia nel futuro, un allattamento sereno e la ricerca di una adeguata sistemazione dopo la dismissione dal “Villaggio”.
Fondamentale risulta essere l'aspetto strutturale dell'ente che, attraverso la sua architettura, esprime lo spazio psicologico necessario all'accoglienza. Al suo interno si erge una micro-polis autonoma nei suoi servizi: le case delle ospiti, il nido, la cappella, gli uffici, il magazzino. Questi spazi sono collegati da porticati e giardini.
Rispetto al passato ora si presentano molte mamme alla seconda gravidanza, con situazioni matrimoniali particolarmente difficili, o giovani donne che fuggono da famiglie problematiche, o ragazze incinte con alle spalle storie di abusi e maltrattamenti.
La composizione della struttura invece è rimasta sempre la stessa: tre piccole case - la Cedro, la Lagerstroemia e la Magnolia - organizzate in modo da ricreare un clima familiare, con spazi in comune per tutte le donne ospitate - cucina, sala da pranzo e soggiorno - e spazi privati (le camere) dove le mamme vivono con i loro bambini. Sono presenti anche sei alloggi per l’autonomia, due all’interno della struttura di Via Goya e quattro sul territorio in zona limitrofa.
È presente inoltre un Nido riservato a bambini compresi tra i 10 mesi ed i 3 anni di età che ha la finalità di sviluppare e far crescere il rapporto genitori-figli.

È attivo presso la struttura anche un Consultorio familiare accreditato con ATS, in cui nel proprio ambulatorio, avvalendosi di medici specialistici, offre assistenza ostetrica, ginecologica, psicologica e sanitaria in genere.